# Paula Ormaechea
Paula Ormaechea (ur. 28 września 1992 w Sunchales) – argentyńska tenisistka.

## Kariera tenisowa

### Lata 2007–2009
Starty w zawodowym tenisie rozpoczęła w kwietniu 2007 roku, grając z dziką kartą w kwalifikacjach do niewielkiego turnieju ITF w Buenos Aires. Debiut okazał się bardzo udany i po wygraniu kwalifikacji tenisistka zagrała w fazie głównej. Trafiła tam na rodaczkę Maríę Irigoyen, której uległa. Jeszcze w tym samym roku grała czterokrotnie w kwalifikacjach do podobnych turniejów, ale tylko raz udało jej się awansować do turnieju głównego. W 2008 roku kontynuowała grę w turniejach ITF, a jej największymi sukcesami z tego roku były trzy ćwierćfinały w grze pojedynczej i trzy finały w grze podwójnej. Pierwszy singlowy turniej wygrała w 2009 roku, w Buenos Aires. Pierwszy tytuł deblowy osiągnęła rok później w Bogocie.

### Lata 2010–2011
Na początku 2010 roku dwukrotnie reprezentowała swój kraj w Pucharze Federacji, w którym rozegrała cztery mecze, lecz we wszystkich musiała uznać wyższość rywalek. W lutym 2011 roku po raz pierwszy wzięła udział w rozgrywkach cyklu WTA Tour. Miało to miejsce na turnieju w Bogocie, gdzie w pierwszej rundzie kwalifikacji pokonała Stephanie Vogt, a w drugiej przegrała z Corinną Dentoni. Brała potem udział w kwalifikacjach do turniejów w Brukseli oraz w Budapeszcie. Chociaż nie udało jej się awansować do fazy głównej, to odniosła cenne zwycięstwa, pokonując między innymi Catalinę Castaño i Andreę Hlaváčkovą. Dopiero w Bad Gastein udało jej się wygrać kwalifikacje, w których w decydującym o awansie meczu pokonała Gail Brodsky, i zagrać w turnieju głównym. Trafiła tam w pierwszej rundzie na Maríę José Martínez Sánchez i po zaciętym meczu przegrała w dwóch setach 6:7(5), 6:7(4).
W październiku 2011 roku awansowała do drugiej setki światowego rankingu, na miejsce 179.

### Sezon 2012
Sezon 2012 był udany dla zawodniczki z Argentyny. Dotarła w nim do drugiej rundy Australian Open, przebijając się do niej z kwalifikacji. Jej pogromczynią została Agnieszka Radwańska, która zwyciężyła 3:6, 1:6. Kolejnym turniejem Ormaechei były zawody rozgrywane na ziemnej nawierzchni w Bogocie. Argentynka do tego turnieju również musiała się kwalifikować, a po przebrnięciu eliminacji już w pierwszej rundzie na jej drodze stanęła Jelena Dokić, rozstawiona w turnieju z numerem czwartym. Ormaechea wygrała ten pojedynek 4:6, 6:3, 6:4, a w kolejnej rundzie zwyciężyła z Petrą Rampre. Passa Argentynki trwała jednak tylko do ćwierćfinału, w którym uległa późniejszej zwyciężczyni – Larze Arruabarrenie. W późniejszym okresie Ormaechea dotarła m.in. do drugiej rundy turnieju Family Circle Cup, startując od kwalifikacji. Po tym turnieju tenisistka została sklasyfikowana na najwyższym do tej pory miejscu w karierze, czyli 111. pozycji. Następnie startowała również we French Open, jednak odpadła już w pierwszej rundzie, przegrywając z Venus Williams.

### Sezon 2013
Rok 2013 Ormaechea rozpoczęła od porażek w pierwszych rundach kwalifikacji do turniejów w Brisbane, Sydney oraz na Australian Open. Przełom nastąpił dopiero w rozgrywanym na nawierzchni ziemnej turnieju w Bogocie, gdzie dotarła do finału, pokonując po drodze m.in. Francescę Schiavone czy Telianę Pereirę. W finale Argentynka przegrała wynikiem 1:6, 2:6 z Jeleną Janković.
Na French Open, po przejściu kwalifikacji, awansowała do trzeciej rundy gry pojedynczej, w której przegrała z Bethanie Mattek-Sands w trzech setach. Na Wimbledonie była najwyżej rozstawioną zawodniczką eliminacji gry pojedynczej, jednak przegrała w drugiej rundzie. W deblu przeszła przez dwustopniowe kwalifikacje, ale w zawodach głównych przegrała w pierwszym meczu.
W Waszyngtonie osiągnęła ćwierćfinał gry pojedynczej. W US Open zaliczyła drugą rundę singla i drugą debla.

### Sezon 2014
W sezonie 2014 osiągnęła ćwierćfinał singla w Rio de Janeiro. We French Open zanotowała trzecią rundę, w której przegrała z Mariją Szarapową 0:6, 0:6.
W Bad Gastein Argentynka awansowała do półfinału gry podwójnej.

## Finały turniejów WTA
| Legenda                     | Legenda |
| --------------------------- | ------- |
| Wielki Szlem                |         |
| Igrzyska olimpijskie        |         |
| WTA Tour Championships      |         |
| 2009 – 2020                 |         |
| WTA Premier Mandatory       |         |
| WTA Premier 5               |         |
| WTA Premier                 |         |
| WTA International Series    |         |
| WTA 125K series (2012–2020) |         |

### Gra pojedyncza 1 (0–1)
| Końcowy wynik | Nr | Data           | Turniej | Nawierzchnia | Przeciwniczka   | Wynik finału |
| ------------- | -- | -------------- | ------- | ------------ | --------------- | ------------ |
| Finalistka    | 1. | 24 lutego 2013 | Bogota  | Ceglana      | Jelena Janković | 1:6, 2:6     |

## Finały turniejów WTA 125

### Gra podwójna 1 (0–1)
| Końcowy wynik | Nr | Data          | Turniej | Nawierzchnia | Przeciwniczka   | Wynik finału |
| ------------- | -- | ------------- | ------- | ------------ | --------------- | ------------ |
| Finalistka    | 1. | 5 lutego 2023 | Cali    | Ceglana      | Nadia Podoroska | 4:6, 2:6     |

## Wygrane turnieje rangi ITF
| turnieje z pulą nagród 100 000 $ |
| turnieje z pulą nagród 75 000 $  |
| turnieje z pulą nagród 50 000 $  |
| turnieje z pulą nagród 25 000 $  |
| turnieje z pulą nagród 15 000 $  |
| turnieje z pulą nagród 10 000 $  |

### Gra pojedyncza
|     | Data       | Turniej               | Kat. | ($)    | Naw.   | Finalistka            | Wynik         |
| 1.  | 07/11/2009 | Buenos Aires          | ITF  | 10 000 | ziemna | Veronica Spiegel      | 6:4, 3:6, 6:2 |
| 2.  | 21/11/2009 | Asunción              | ITF  | 10 000 | ziemna | Andrea Koch-Benvenuto | 4:6, 6:4, 6:2 |
| 3.  | 26/06/2010 | Buenos Aires          | ITF  | 10 000 | ziemna | Lucia Jara-Lozano     | 6:2, 6:2      |
| 4.  | 18/07/2010 | Bogota                | ITF  | 25 000 | ziemna | Julia Cohen           | 7:5, 6:1      |
| 5.  | 25/07/2010 | Brasília              | ITF  | 10 000 | twarda | Ana-Clara Duarte      | 3:6, 7:6, 7:6 |
| 6.  | 19/03/2011 | Santiago              | ITF  | 10 000 | ziemna | Catalina Pella        | 6:2, 7:6      |
| 7.  | 11/09/2011 | Podgorica             | ITF  | 25 000 | ziemna | Danka Kovinić         | 6:1, 6:1      |
| 8.  | 24/09/2011 | Foggia                | ITF  | 25 000 | ziemna | Renata Voráčová       | 6:4, 6:4      |
| 9.  | 19/05/2013 | Saint-Gaudens         | ITF  | 50 000 | ziemna | Dinah Pfizenmaier     | 6:3, 3:6, 6:4 |
| 10. | 14/06/2015 | Padwa                 | ITF  | 25 000 | ziemna | Réka Luca Jani        | 6:3, 6:4      |
| 11. | 10/04/2016 | São José do Rio Preto | ITF  | 10 000 | ziemna | Laura Pigossi         | 6:4, 6:1      |
| 12. | 17/04/2016 | Lins                  | ITF  | 10 000 | ziemna | Harmony Tan           | 6:3, 6:2      |
| 13. | 24/04/2016 | Bauru                 | ITF  | 10 000 | ziemna | Julieta Estable       | 1:6, 6:3, 7:5 |
| 14. | 28/07/2018 | Baja                  | ITF  | 25 000 | ziemna | Nina Potocnik         | 6:3, 7:5      |
| 15. | 15/09/2019 | St. Pölten            | ITF  | 25 000 | ziemna | Réka Luca Jani        | 2:6, 6:3, 6:3 |
| 16. | 16/10/2022 | Tucumán               | ITF  | 25 000 | ziemna | Wałerija Strachowa    | 6:2, 6:3      |